# 仮面ライダーSD
仮面ライダーSD（かめんライダー エスディー）は、1990年代に発表された玩具の企画、およびそれを基に展開された漫画、OVA、ゲーム作品。

## 概要
仮面ライダーや怪人を2頭身にデフォルメする企画としては、1980年代にはボンボンライダー、ディフォルメクロス、スーパーディフォルメ仮面ライダー倶楽部、カッとびライダーなどの玩具やファミリーコンピュタ用ゲーム『仮面ライダー倶楽部 激突ショッカーランド』を展開した「仮面ライダー倶楽部」が存在しており、また1990年にはデフォルメされた他版権とのクロスオーバーによるコンピュータゲームのシリーズである「コンパチヒーローシリーズ」も存在していたが、1991年に仮面ライダーシリーズが20周年を迎えたことに合わせて、新たな企画として発表された。
仮面ライダー倶楽部との差別化として、以下のような特徴を持つ。
新デザインのライダーマシン
仮面ライダー倶楽部では実写版のマシンのデザインをそのまま採用していたが、SDでは実写版のデザインを大幅にアレンジしたマシンが登場。各マシンの名前は元の名前に「ネオ」という言葉をつけたものになっており、その性能は実写版を大幅に上回っている。ことにライダーマンは運搬車として使われることが多いものの初めてスーパーバイクに乗った。また、独自の設定としてライダーたちの移動基地「ライダーキャリア」が登場。
- ライダーキャリア（マイティライダーズ移動基地）
- ネオサイクロン / 仮面ライダー1号
- ネオサイクロンII / 仮面ライダー2号
- ネオハリケーン / 仮面ライダーV3
- ネオライダーマンマシン / ライダーマン
- ネオクルーザー / 仮面ライダーX
- ネオジャングラー / 仮面ライダーアマゾン
- ネオカブトロー / 仮面ライダーストロンガー
- ネオスカイターボ / スカイライダー
- ネオVジェット / 仮面ライダースーパー1
- ネオヘルダイバー / 仮面ライダーZX
- ネオアクロバッター / 仮面ライダーBLACK RX
- ネオロボイザー / ロボライダー
- ネオマックジャバー  / バイオライダー
- ネオZブリンガー / 仮面ライダーZO
- ジェイクロッサー / 仮面ライダーJ（ポケットヒーローシリーズ ライダーキャリア付属）
- ライドロン / 仮面ライダーBLACK RX（ポケットヒーローシリーズ ライダーキャリア付属）

オリジナル設定の組織
1号からRXまでの全ライダーが戦ったすべての組織が「グランショッカー」と呼ばれる一つの組織に統合されている。組織を支配する魔神大首領の正体は当初は伏せられていたが、後に死神博士であることが明かされた。

### ライダー以外の登場人物
「グランショッカーvs仮面ライダー」など基本設定は存在するが、各作品でそれぞれバラエティーに富んだ設定を持っている。
八鬼衆
歴代組織の幹部のうち8人が「八鬼衆」と呼ばれるグランショッカー幹部として設定された。他の怪人が実写版のデザインに準じているのに対し、シャドームーンと斧を背負い腰に剣の代わりに試験管を下げたのみのドクトルG以外の八鬼衆は身体の一部がメカニックを露出させたものになるなどアレンジされたデザインになっている。
地獄大使
最も基本的な改造人間たちで構成されているが、中には侮れぬ特技の持ち主もいるという怪人軍団を統べる。直情径行であり、従兄弟の暗闇大使と軋轢が絶えないが間の抜けた作戦を立てることでは一二を争う。
愛機：ガラガラン＝スペシャルα
怪人体ガラガランダを模している。まずまずの走行性能を有しており、やかましい音を立てる。
ドクトルG
八鬼衆一の科学者にしてサイボーグ怪人軍団長。配下の武装強化により戦力を増している。なぜかライダーを「ラ〜イダ」と発音する。
愛機：スコーピオンGT
蠍型装甲車。尾に座席がある。
アポロガイスト
正々堂々とした真っ向勝負を旨とするが詰めの甘い神話軍団長。
愛機：アポロチャリオッツ
騎馬戦車だが引くのは軍団員、マッハアキレス。
十面鬼
動物の特性を最も活かした獣人軍団を率い、自身も粗野。難のある知力を迫力で補っている。
愛機：十面オープン
ほとんど体の一部であり、降りるのを見た者はいない。
ジェネラルシャドウ
デルザー軍団の指揮を任じられている。戦いをゲーム感覚で捉えており、カード魔術で敵味方問わず煙に巻く。
愛機：スーパートランプ
奇術用具一式の集合体。
暗闇大使
再強化された怪人で編成したロイド軍団を統率。冷静さと智略を誇るが計算ミスによる失敗も多い。
愛機：サザン＝スペシャルβ
サザンクロスを象った重戦車。火力と装甲が自慢。
シャドームーン
ゴルゴム軍団を統括するが、影のライダーゆえRXに異様な敵愾心を抱いており、専ら彼との対決に執念を燃やす。おつきの三神官の宥めも振り切り、グランショッカー入りした。
愛機：ヘルシューター
八鬼衆のマシン中唯一のバイク。特撮版では剣聖ビルゲニアが乗用。
ジャーク将軍
配下は怪魔獣人・妖族・ロボット・異生獣からなり、それぞれ、ボスガン・マリバロン・ガテゾーン・ゲドリアンが軍団長として率いている最強といわれるクライシス四軍団であり、自身の権力も随一。
愛機：クライシスキャリア
クライス要塞を翻案したトランスポーター。
立花藤兵衛
作品ごとにデザインすらも異なるが、ライダーのまとめ役というのは基本設定となっている。

## 漫画版
世界観もストーリーもまったく異なる複数のバージョンが同時期に連載されていた。

### 仮面ライダーSD マイティライダーズ
あおきけいの作画で、『デラックスボンボン』および『コミックボンボン』に連載。世界設定は実写版に準じているが、内容はギャグ漫画。ボケ役のRXを中心に各ライダーの性格が過剰なほど個性的に味付けされ、実写版とは大いに雰囲気が異なるが、ドクトルGが「仮面ラーイダ」と発音するなど実写版の要素も丁寧に盛り込まれ、原典を知る層と知らない層、両方にアピールするヒット作となった。
2005年に朝日ソノラマから発売された復刻版（上下巻）ではボンボンコミックス未収録のエピソードが追加されている。

### 仮面ライダーSD 疾風伝説
かとうひろしの作画で、『月刊コロコロコミック』の1992年1月号から1993年4月号にかけて連載。世界観もキャラクターの設定も独自のもので、主人公のV3と相棒のライダーマンが各地を旅しながら作中で「風の戦士」と呼ばれている他のライダーたちと出会い、グランショッカーと戦うロードムービー的な内容。最終決戦で数人のライダーが戦死するなど、児童誌の枠を超えたハードな展開を迎えている。
2004年に朝日ソノラマから発売された復刻版では加筆訂正がなされ、最終話にV3とシャドームーンとの決着が加筆されている。

### 仮面ライダーSD 爆走笑学校
玉井たけしの作画で、『小学二年生』1992年5月号-1993年3月号、『小学三年生』1992年4月号-1993年9月号、『小学四年生』1992年2月号-1994年1月号、『小学五年生』1992年4月号-1994年2月号に連載。ライダー、グランショッカーともライダー小学校の立花藤兵衛が担任するクラスの生徒でドタバタギャグを繰り広げる。

### 仮面ライダーSD
のなかみのるの作画で、『テレビランド』1993年10月号から1997年2月号に連載されたものと、竹村よしひこの作画で、『てれびくん』に1992年から1994年4月号まで連載されたものがある。

### 仮面ライダーSD ばっ太くん
細井雄二の作画で、『テレビマガジン』に1994年6月号から1999年12月号まで連載されたものと、土門トキオの作画で、『てれびくん』に1994年から2000年2月号まで連載されたものがある。オリジナルキャラのばっ太くんが主人公。1990年代後半に展開された仮面ライダー関連作品の数少ない1つである。

### 仮面ライダーSD ずっこけSDライダーくん
大平ひろみ の作画で、『ぴょんぴょん』に1992年2月号から10月号に連載。

## OVA
『マイティライダーズ』を原作に1993年3月22日に『仮面ライダーSD 怪奇!?クモ男』のタイトルで発売された。東映が制作するアニメは1984年放送のロボットアニメ『ビデオ戦士レザリオン』以来となる。
立花藤兵衛役は実写版と同じく小林昭二が務めた。

### 登場キャラクター
ここでは、OVAおよび、その原作『マイティライダーズ』の登場キャラクターについて取り扱う。『疾風伝説』に登場したキャラクターは、仮面ライダーSD 疾風伝説を参照。

#### マイティライダーズ

##### バトルライダーズ
仮面ライダー1号
声 - 田中秀幸
バトルライダーズのリーダー。問題児であるZXとRXの対応に苦労させられている。
仮面ライダーZX
声 - 難波圭一
バトルライダーズの一人。変身忍者で、何にでも変装できる（ただしあまり似ていない）。ドS。
仮面ライダーBLACK RX
声 - 小野寺丈
本作品の主人公で、バトルライダーズの一人。優柔不断で、物忘れが激しい。おっちょこちょい。音痴。

##### メカニックライダーズ
仮面ライダーV3
声 - 田中亮一
メカニックライダーズのリーダー。かわいい女の子には弱い。
仮面ライダーX
声 - 川津泰彦
メカニックライダーズの一人。
- OVA版：小動物を愛し、その命を守るためなら任務もほっぽり出す。
- マイティライダーズ版：民俗的な習慣に詳しく占いが得意。趣味は心霊写真や未確認生物など。

仮面ライダースーパー1
声 - 小林俊夫
メカニックライダーズの一人。
- OVA版：三人組の中では比較的常識人。
- マイティライダーズ版：非常に用意が良く、念入りな性格。

##### ワイルドライダーズ
仮面ライダー2号
ワイルドライダーズのリーダー。
- OVA版：手袋とブーツは赤く、いわゆる7人ライダー以降の濃緑ヘッドのデザインを踏襲している。出番はラストのみ。
- マイティライダーズ版：デザインは新2号そのまま。中盤までメキシコで特訓していた。力に任せて味方を巻き込むことがある。

仮面ライダーアマゾン
ワイルドライダーズの一人。
- OVA版：出番はラストのみ。
- マイティライダーズ版：動物の言葉が理解できる。

仮面ライダーストロンガー
声 - 江川央生
ワイルドライダーズの一人。
- OVA版：バトルライダーズとメカニックライダーズのことは噂でしか知らない。出番はラストのみ。
- マイティライダーズ版：趣味は電化製品と節電。

##### その他
ライダーマン
声 - 江川央生
メカニック担当。ゴキブリが嫌い。極度にプレッシャーをかけられると、ヤクルトの空容器での工作しかできなくなる。
OVA版では、プロポーズ大作戦のような番組に出演し、RXが告白したハチ女を横取りしている。
スカイライダー
声 - 小野坂昌也
偵察担当。家庭用ビデオカメラ片手に偵察を行う。
仮面ライダーシン
RXが通うジムに彼らしい人物が見えるが、詳細は不明。
立花藤兵衛
声 - 小林昭二
グランショッカーの魔手を知りライダーを招集、ライダーキャリアを拠点にマイティライダーズを編成した。マイティライダーズでは実写版で演じた小林昭二に似せて描かれている。度々ウケの悪い駄洒落を言ってはライダーたちをシラケさせ、そのライダーたちの表情を見て機嫌を悪くするという少々、理不尽な面も。
滝竜介
漫画「マイティライダーズ」のみ登場。アポロガイストの計画を阻むためやってきた国際警察の刑事。日本に常駐し少年仮面ライダーSD隊の隊長となる。

#### 一般人
ミチル
声 - 川浪葉子
RXが通うジムの女性にして、RXが惚れる女性。
スポーツクラブにいる怪人
カメレオン、ドクガンダー、クラゲダール、エジプタス、ドクダリアン、ザンブロンゾ、キノコモルグ、ファイヤーコングなど…、RXが通うジムにいる。
ハチ女
プロポーズ大作戦のような番組に出演。
『マイティライダーズ』ではグランショッカーの怪人。スーパー1と交際をはじめる。
タックル
プロポーズ大作戦のような番組に出演。その他、メドウサ、妖怪王女、魔女参謀も登場。

#### グランショッカー
魔神大首領（正体は死神博士）
声 - 池水通洋
さそり男
声 - 江川央生
怪人製造基地をバトルライダーズに攻められ、RXのリボルケインに倒される。
クモ男
声 - 佐藤正治
ジャーク将軍の配下。優れたスポーツ選手を世界各地から拉致し、ミチルを人質にとり、バトルライダーズを狙う。触角の超能力で人間を半怪人化して操れる。
タイホウバッファロー
クモ男とともに、バトルライダーズを狙う。
テレビバエ
クモ男とともに、バトルライダーズを狙う。

##### 八鬼衆
シャドームーン
声 - 塩沢兼人
- OVA版：幼稚園のころからの因縁があるRXのライバル。RXに「サンシャインムーン」と呼ばれる。
- マイティライダーズ版：幼いころはRXとともにゴルゴムの創世王候補だったが、あまりにもアホだったため二人とも追放された。三輪車にしか乗れず、専用バイクのヘルシューターは遠隔操作されている。語尾に「ム〜ン」とつけるのが口癖。

ジャーク将軍
声 - 青野武
- OVA版：バトルライダーズ抹殺の任に付く。潔癖症。
- マイティライダーズ版:日本贔屓で、実写版を演じた加藤精三の演じる星一徹のパロディが多い。デラックスボンボン掲載のタイムトラベル編で最期を迎える。配下の四軍団長はマリバロンのみ登場。

地獄大使
- OVA版：右半身に機械部位が露出したサイボーグ。
- マイティライダーズ版：最初に登場した八鬼衆。魔神大首領が実施したアンケートで戦闘員100人中100人がアホと答えるほど人望がない。

ドクトルG
- マイティライダーズ版：自称グランショッカー一の発明王。第2話で初登場後、第15話まで出番が無かった。デラックスボンボン掲載のタイムトラベル編で最期を迎える。

アポロガイスト
- マイティライダーズ版：非常に礼儀正しく几帳面。容姿は実写版の再生アポロガイストに準じている。

十面鬼
ジェネラルシャドウ
- OVA版：シルクハットを被るなど、紳士のような格好をしている。インチキ手品が得意で、タネを見破られると落ち込む。

暗闇大使
- OVA版:左半身に機械部位が露出したサイボーグ。
- マイティライダーズ版:地獄大使の従兄弟で仲が悪く、部下に優しい。登場は第13話のみ。八鬼衆で唯一生死が不明。

#### ゴルゴム
漫画『マイティライダーズ』にのみ登場する。漫画の終盤は三神官の持つ海の石、地の石、天の石を狙うグランショッカーとそれを阻止しようとするマイティライダーズの間での争奪戦が中心となった。実写版と異なり、最後は三つの石を手にしたこと、および仲間を想うRXを認めて味方になる（石がなくなったため、姿は三人とも怪人態）。
大神官バラオム
海の石を持っている。彼の住むひょっこりじょうだん島は駄洒落で埋め尽くされており、近づく者は皆ずっこけるか笑い死にしてしまうが、彼は笑いの感覚が人と違っているため平気である。
大神官ビシュム
地の石を持っている。アリゾナ砂漠の地下にアリババと40人の盗賊というアリ怪人の集団を率いてふしぎの国のアリ巣と称する地下帝国を建造していた。
大神官ダロム
天の石を持っている。鳥の巣箱のような天空城に住み、指から出す遺伝子操作ビームで城に住む無数の鳥を怪人に変えて攻撃してくる。

### スタッフ
- 製作総指揮：渡辺亮徳、村上克司
- 原作：石ノ森章太郎
- 企画：渡辺繁（バンダイ）、山口康男
- 脚本：井上敏樹
- 音楽：吉田明彦
- 製作担当：目黒宏、清水慎治
- キャラクターデザイン・作画監督：入好さとる
- プロデューサー：久保聡（バンダイ）、山口敦規（東映ビデオ）、吉田竜也
- 監督：川田武範
- キャスティング協力：青二プロダクション
- 製作協力：東映動画
- 製作：東映、東映ビデオ、バンダイ

### 主題歌

#### オープニングテーマ
- 「仮面ライダーSD」（作詞、作曲、編曲、歌：TOM）

#### エンディングテーマ
- 「忘れかけた Fairly Tale」（作詞、作曲、編曲：芹沢和則/歌：影山ヒロノブ）

### 映像ソフト
DVDは未発売。
- VHSは1993年3月22日に発売。
- 2015年12月24日に発売された実写ライダー3作品を収録した『仮面ライダー:真・ZO・J Blu-ray BOX』の映像特典として、本作品のHDリマスター版が収録されている[1]。

## 商品キャラクター
OVA版などで書いたキャラクターに加え、OVAや漫画に登場しなかった下記のキャラクターも商品が作られている。
- ロボライダー
疾風伝説のみ登場。
- バイオライダー
- 仮面ライダーZO
- 仮面ライダーJ

## 関連商品
- 仮面ライダーソフビコレクション
- 仮面ライダーキッズ

### 書籍
- 仮面ライダーSD 疾風伝説 全3巻 小学館 てんとう虫コミックス
- 仮面ライダーSD マイティライダーズ 全5巻 講談社 ボンボンコミックス
- 仮面ライダーSD 爆走笑学校 全2巻 小学館 てんとう虫コミックス
- 仮面ライダーSD 疾風伝説（完全版） 全2巻 朝日ソノラマ
- 仮面ライダーSD マイティライダーズ（完全版） 全2巻 朝日ソノラマ

### ゲーム
- ファミリーコンピュータ「仮面ライダーSD グランショッカーの野望」
- スーパーファミコン「仮面ライダーSD 出撃!!ライダーマシン」1993年7月9日発売
- ゲームボーイ「仮面ライダーSD 走れ! マイティライダーズ」1993年8月20日発売